# Chastel-Nouvel
Chastel-Nouvel ist eine französische Gemeinde mit 932 Einwohnern (Stand: 1. Januar 2022) im Département Lozère in der Region Okzitanien. Die Gemeinde gehört zum Arrondissement Mende und zum Kanton Saint-Alban-sur-Limagnole. Die Einwohner werden Castelnoviens genannt.

## Geographie
Chastel-Nouvel liegt im südlichen Zentralmassiv in den Cevennen. Umgeben wird Chastel-Nouvel von den Nachbargemeinden Monts-de-Randon mit Rieutort-de-Randon im Norden, Le Born im Osten, Badaroux im Osten und Südosten sowie Mende im Süden und Westen.

## Bevölkerungsentwicklung
| Jahr                       | 1962 | 1968 | 1975 | 1982 | 1990 | 1999 | 2006 | 2013 | 2018 |
| Einwohner                  | 330  | 289  | 345  | 467  | 565  | 626  | 708  | 779  | 889  |
| Quellen: Cassini und INSEE |      |      |      |      |      |      |      |      |      |